# 兼原信克

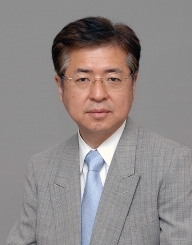
2008年撮影

兼原 信克（かねはら のぶかつ、1959年〈昭和34年〉1月22日 - ）は、日本の元外交官。
外務省国際法局長を経て、2012年（平成24年）から安倍内閣（第2次安倍内閣～第4次安倍第2次改造内閣）で内閣官房副長官補。2014年（平成26年）から国家安全保障局次長兼務。2019年退任し、翌20年からは同志社大学で特別客員教授。現在、笹川平和財団常務理事。

## 人物・経歴

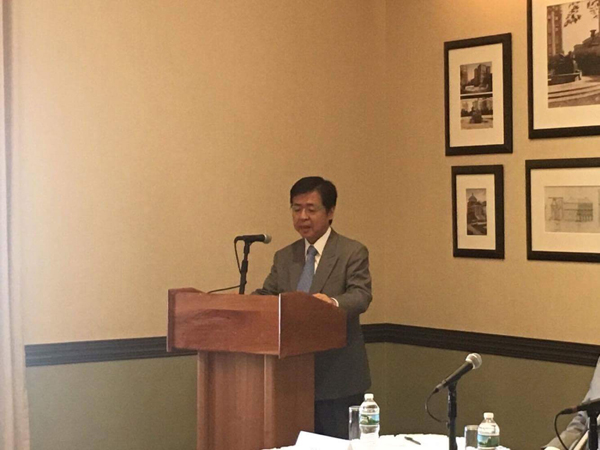
講演を行う兼原

山口県阿武町出身。山口県立萩高等学校を経て、東京大学在学中の1980年（昭和55年）外務公務員採用上級試験に合格する。1981年（昭和56年）東京大学法学部第二類を卒業して、外務省に入省する。 フランス語研修員として、フランス国立行政学院などで学ぶ。
- 1985年（昭和60年）4月　欧州共同体（EC）政府代表部二等書記官
- 1986年（昭和61年）11月　外務省条約局法規課課長補佐
- 1990年（平成2年）8月　欧亜局ソヴィエト連邦課課長補佐
- 1992年（平成4年）1月　欧亜局ロシア課首席事務官
- 1993年（平成5年）1月　北米局日米安全保障条約課首席事務官
- 1995年（平成7年）7月　国際連合日本政府代表部参事官
- 1998年（平成10年）8月　外務省条約局法規課長
- 2000年（平成12年）9月　外務省総合外交政策局企画課長
- 2001年（平成13年）9月　外務省北米局日米安全保障条約課長
- 2003年（平成15年）8月　在アメリカ合衆国日本国大使館公使
- 2006年（平成18年）8月　外務省総合政策局総務課長
- 2008年（平成20年）9月　外務省大臣官房参事官兼欧州局
- 2010年（平成22年）8月　外務省総合政策局参事官（国連担当大使）
- 2011年（平成23年）1月　在大韓民国日本国大使館公使
- 2012年（平成24年）2月　内閣官房内閣情報調査室次長
- 2012年（平成24年）8月　外務省国際法局長
- 2012年（平成24年）12月　内閣官房副長官補
- 2014年（平成26年）1月　内閣官房副長官補兼国家安全保障局次長[3]
- 2018年（平成30年）12月  レジオンドヌール勲章シュヴァリエ章を受章[4]。
- 2019年  (令和元年) 10月  内閣官房副長官補兼国家安全保障局次長 退任[5]。
- 2020年 (令和2年) 4月　同志社大学特別客員教授

2022年8月から夕刊フジで「令和の国難」を担当

## 同期
- 泉裕泰（19年日本台湾交流協会台北事務所長・17年バングラデシュ大使）
- 上月豊久（15年ロシア大使）
- 岡村善文（19年OECD大使・17年人権人道担当大使）
- 山田彰（17年ブラジル大使・14年メキシコ大使）
- 上村司（21年日本国政府代表（中東和平担当特使）、17年サウジアラビア大使）
- 佐藤地（17年駐ハンガリー大使・15年ユネスコ大使）
- 側嶋秀展（19年ミクロネシア大使・16年ザンビア大使）
- 香川剛廣（18年国際貿易・経済担当大使・15年エジプト大使）
- 石兼公博（19年国連大使・17年カナダ大使）
- 高岡正人（19年クウェート大使・16年モンゴル大使・13年シドニー総領事・12年イラク大使）
- 高木昌弘（21年駐ドミニカ共和国大使・20年クリチバ総領事）
- 冨田浩司（21年駐米大使・19年韓国大使・15年イスラエル大使）
- 川村裕（24年依願免職・20年ノルウェー大使・18年沖縄大使・14年コートジボワール兼トーゴ兼ニジェール大使）
- 川村泰久（19年カナダ大使）
- 嘉治美佐子（19年クロアチア大使・14-17年ジュネーヴ代表部大使）
- 宮島昭夫（20年ポーランド大使・17年トルコ大使）
- 重枝豊英（15年リトアニア大使）
- 石井哲也（17年トンガ大使）
- 岡田誠司（20年バチカン大使・17年南スーダン大使）
- 冨永純正（14年青年海外協力協会会長・11年コンゴ民主共和国大使）
- 奥克彦（イラク日本人外交官射殺事件犠牲者[6]、03年殉職のため大使の称号付与）
- 伊藤光子（15年世界の子どもにワクチンを日本委員会事務局長）
- 福嶌教輝（21年駐メキシコ大使・15年駐アルゼンチン大使）
- 福嶌香代子（19年ナッシュビル総領事）

## 著作
- 『戦略外交原論』日本経済新聞出版社、2011年4月
- 『歴史の教訓 「失敗の本質」と国家戦略』新潮新書、2020年5月。ISBN 978-4106108624
- 『安全保障戦略』日本経済新聞出版、2021年4月
- 『現実主義者のための安全保障のリアル』ビジネス社、2021年10月
- 『日本の対中大戦略』PHP新書、2021年12月。ISBN 978-4569850924
- 『日本人のための安全保障入門』日本経済新聞出版、2023年11月。ISBN 978-4296118205

### 共著
- 岩田清文、武居智久、尾上定正と『自衛隊最高幹部が語る 令和の国防』新潮新書、2021年4月。ISBN 978-410-610901-0
- 同上『自衛隊最高幹部が語る 台湾有事』新潮新書、2022年4月。ISBN 978-410-6109515
- 同上『君たち、中国に勝てるのか　自衛隊最高幹部が語る日米同盟VS．中国』産経セレクト、2023年1月。ISBN 978-453-2134051
- 太田昌克、髙見澤將林、番匠幸一郎と『核兵器について、本音で話そう』新潮新書、2022年3月。ISBN 978-410-6109454
- 河野克俊と『国難に立ち向かう新国防論』ビジネス社、2022年7月。ISBN 978-482-8424224
- 佐々木豊成、曽我豪、髙見澤將林と『官邸官僚が本音で語る権力の使い方』新潮新書、2023年3月。ISBN 978-410-6109898
- 『日本の「平和」と憲法改正』明成社、2023年5月。ISBN 978-490-5410720。第5章に講演録
- 玉井克哉と編『経済安全保障の深層』日本経済新聞出版、2023年12月
- 高見澤將林と編『国家の総力』新潮新書、2024年6月
- 高村正彦『冷戦後の日本外交』新潮選書、2024年6月。オーラルヒストリーでの回想